# Karema flavipes
Karema flavipes är en tvåvingeart som beskrevs av Timothy M. Cogan 1968. Karema flavipes ingår i släktet Karema och familjen vattenflugor.
Artens utbredningsområde är Madagaskar. Inga underarter finns listade i Catalogue of Life.